# (18855) Sarahgutman
(18855) Sarahgutman (1999 RQ112) – planetoida z pasa głównego asteroid okrążająca Słońce w ciągu 3,81 lat w średniej odległości 2,44 j.a. Odkryta 9 września 1999 roku.